# Distretto di Lingdong
Il distretto di Lingdong (岭东区S, Lǐngdōng QūP) è un distretto della Cina, situato nella provincia di Heilongjiang e amministrato dalla prefettura di Shuangyashan.